# Библиография Льва Гумилёва

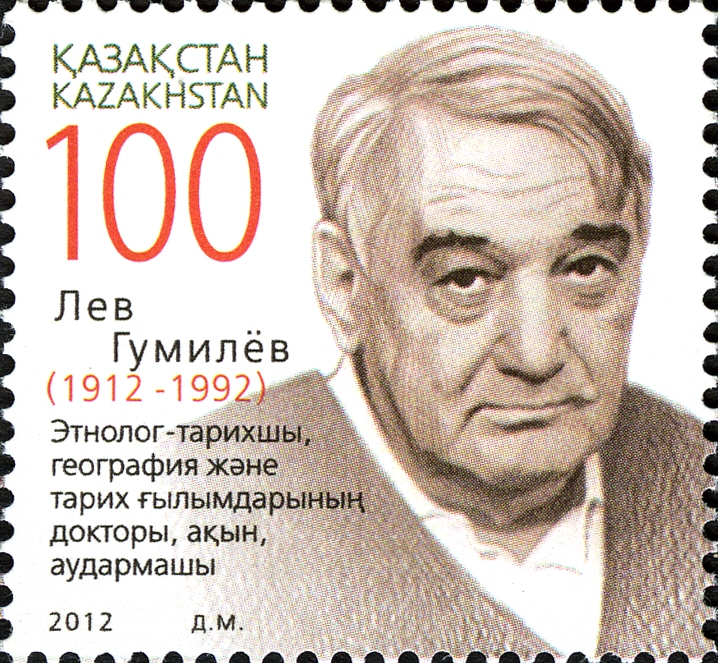

Составлено по указателю А. Г. Каримуллина с дополнениями О. Г. Новиковой

## Научные работы
- Тезисы на соискание ученой степени кандидата исторических наук: Политическая история первого тюркского каганата: (546—659). — Л., 1948. — 2 с. — Ленингр. гос. ун-т.
- Статуэтки воинов из Туюк-Мазара // Сборник музея антропологии и этнографии. — М.-Л., 1949. — T.XII. — С 232—253.
- Динлинская проблема: (Пересмотр гипотезы Г. Е. Грумм-Гржимайло в свете новых исторических и археологических материалов) // Изв. Всесоюз. геогр. о-ва. — 1959. — Т. 91, N 1. — С. 17—26.
- Алтайская ветвь тюрок-тугю // Сов. археология. — 1959. — N 1. — С. 105—114.
- Эфталиты и их соседи в IV веке // Вестник древней истории. — 1959. — N 1. — С. 129—140.
- Удельно-лествичная система у тюрок в VI—VIII веках: (К вопросу о ранних формах государственности) // Сов. этнография. — 1959. — N 3. — С. 11-25.
- Хунну: Срединная Азия в древние времена.- АН СССР. Ин-вост. лит-ры. 1960. — 291 с. — 2500.
Рец. Васильев К. В. // Вестник древней истории. — 1961. — № 2. — С. 120—124.
Вернадский Г. В. Из древней истории Евразии. «Хунну» // American Historical Review (New York). — 1961 — N 3. — С. 711—712.
Думан Л. И. // Народы Азии и Африки. — 1962. — N 3. — С. 196—199.
Воробьев М. В. // Народы Азии и Африки. — 1962. — N 3.- С. 199—201.
3еленский А. Н. Книга Л. Н. Гумилева «Хунну» //Материалы по отделению этнографии /Геогр. об-во СССР [+1]. — Л., 1962. — Часть II. — С. 54-63. — На обл. «Материалы по этнографии».
- Географические работы Н. Я. Бичурина в Центральном государственном архиве Татарской АССР // Н. Я. Бичурин (Иакинф). Собрание сведений по исторической географии Восточной и Срединной Азии. — Чебоксары, 1960. — С. 3-14. — Соавтор: М. Ф. Хван.
- Китайская хронологическая терминология в трудах Н. Я. Бичурина на фоне мировой истории //Там же. — С. 643—673.
- Таласская битва 36 г. до н. э. // Исследования по истории культуры народов Востока: Сборник в честь академика И. А. Орбели. — М.-Л., 1960. — С. 161—166.
- Древние тюрки VI—VIII вв.: Автореф. дисс. на соиск. уч. степени доктора ист. наук / Ленинградский гос. ун-т. — Л., 1961. — 28 с.
- Древние тюрки: История Срединной Азии на грани древности и Средневековья: (VI—VIII вв.): Дисс. на соиск. уч. степени доктора ист. наук. — Л., 1935—1961. — 753 л. — Рукопись.
- Великая распря в первом тюркском каганате в свете византийских источников // Византийский временник. — 1961. — Т. ХХ. — С. 75-89.
- Подвиг Бахрама Чубина: Подбор и перевод источников, вступительная статья «Битва при Герате» и комментарий Л. Н. Гумилева. — Л.: Изд-во гос. Эрмитажа. 1962. — 40 с., 5 л. илл.
- Хазарское погребение и место, где стоял Итиль // Сообщения Государственного Эрмитажа. — Л., 1962. — T.XXII. — С.56-58.
- Хунно-китайская война III—II вв. до н. э. // Древний мир: Сборник статей: Академику Василию Васильевичу Струве. — М., 1962. — С. 410—417.
- Хазарская Атлантида // Азия и Африка сегодня. — 1962. — N 2. — С.52-53. — Соавтор: А. Алексин.
- Гунны // Сов. историческая энциклопедия. — Т. 4. — М., 1963. — Стлб. 889—891.
- Каспий, климат и кочевники // Труды общества истории, археологии и этнографии /Казанский гос. ун-т им. В. И. Ульянова-Ленина. — 1963. — T.I (36). — С. 41-55. — Соавтор: А. А. Алексин.
- Хазария и Каспий: (Ландшафт и этнос): I // Вестник Ленинградского ун-та. — 1964. — N 6, вып. I. — С. 83-95.
- Хазария и Терек: (Ландшафт и этнос): II // Вестник Ленинградского ун-та. — 1964. — N 24. вып. 4. — С. 78-88.
- Памятники хазарской культуры в дельте Волги // Сообщения государственного Эрмитажа. — М.-Л., 1965. — Т. XXVI. — С. 49-51.
- По поводу предмета исторической географии: (Ландшафт и этнос): III // Вестник Ленинградского ун-та. — 1965. — N 18, вып. 3. — С. 112—120.
- Распря восьмидесятых годов VI века в тюркском каганате // Доклады по этнографии / Геогр. о-во СССР. — Л.. 1965. — Вып. I (4). — С. 66-69.
- Рец. на книгу: С. Г. Кляшторный. Древнетюркские рунические памятники как источник по истории Средней Азии. — М.. 1964 //Народы Азии и Африки. — 1965. — N 6. — С. 175—179.
- Les fluctuations du niveau de la mer Caspienne: Variations climatiques et histoire de peuples nomades au sud de la plaine Russe // Cahiers du monde russe et soviétique (Paris). — 1965. — Vol 6, cahier 3. -P. 331—336.
- Открытие Хазарии: (Историко-географический этюд) / АН СССР. Ин-т истории народов Азии. — М.: Наука. 1966. — 191 с. с ил. и карт. 15000.
Рец. Widera, Bruno. Otkrytie Chasarii (Die Entdeckung Chazariens) Zeitschrift fur Geschihtwissenschaft (Berlin). — 1968. -Т. ХУ1. Heft 2. — S. 247.
- Археологические исследования П. К. Козлова в аспекте исторической географии //Изв. Всесоюз. геогр. о-ва. — 1966. — Т. 98. вып. 3. — С. 240—246. — Соавтор: С. И. Руденко.
- Гетерохронностъ увлажнения Евразии в древности: (Ландшафт и этнос): IV // Вестник Ленинградского ун-та. — 1966. — N-6. вып. I. — С.62-71.
- Гетерохронность увлажнения Евразии в средние века: (Ландшафт и этнос): V // Вестник Ленинградского ун-та. — 1966. — N 18. вып. 3. — С. 81-90.
- Ландшафт и этнос Евразии за исторический период //Чтения памяти академика Л. С. Берга в связи с его 90-летием со дня рождения: 16- 18 марта 1966 г.: Тезисы докладов. — Л., 1966. — С. 29-31.
- Монголы XIII в. и. «Слово о полку Игореве» //Доклады отделения этнографии/ Геогр. о-во СССР. — Л., 1966. — Вып. 2. — С. 55-80.
- Разновозрастные почвы на степных песках Дона и передвижение народов за исторический период //Изв. АН СССР: Серия географическая. — 1966. — Т. 1. — С. 11-20. — Соавтор: А. Г. Гаель.
- Истоки ритма кочевой культуры Срединной Азии: (Опыт историко-географического синтеза) // Народы Азии и Африки. — 1966. — N 4.- С. 85-94.
- Древние тюрки / АН СССР. Ин-т народов Азии. — М.: Наука, 1967. — 504 с., с карт. — 4800 экз.
Рец.: Максимовский Э. Знамёна на скалах // Веч. Алма-Ата. — 1968. — 3 янв.
Рец.: Werner Е. //Zeitschrift fur Geschlchwissenschft (Berlin),- 1968.-ХV1. Heft a/9.-S. 1074—1077.
- Митра и Шэнраб //Филология и история стран зарубежной Африки: Тезисы юбилейной научной конференции Восточного факультета, посвященной 50-летию Великого Октября. — Л.: Изд-во ЛГУ, 1967. — С.70-71. — Соавтор: Кузнецов Б. И.
- Несторианство и Русь //Доклады по этнографии /Геогр. о-во СССР: Отделение этнографии. — Л., Вып. 5. — С. 5-24.
- О термине «этнос» //Доклады отделений и комиссий / Геогр. о-во СССР. — Л., 1967. — Вып. 3: Этнография. — С. 3- 17.
- По поводу «единой» географии: (Ландшафт и этнос): VI // Вестник Ленинградского ун-та. — 1967. — N 6, вып. 1. — С. 120—129.
- Об антропогенном факторе ландшафтообразования: (Ландшафт и этнос): VII // Вестник Ленинградского ун-та. — 1967. — N 24.вып. 4.- С. 102—112.
- Этнос как явление //Доклады отделений и комиссий /Геогр. о-во СССР. — Л.. 1967. — Вып. 3: Этнография. — С. 90- 107.
- Роль климатических колебаний в истории народов степной зоны Евразии //История СССР. — 1967. — N 1. — С. 53-66.
- Эфталиты — горцы или степняки? //Вестник древней истории. — 1967. −3. — С. 91-99.
- New Data on the history of the Khazaris //Acta Archea-Logica Academlae Scientiarum Hungarlcae (Budapest). — 1967. — Т. 19. Fasc. 1/2. -Р. 61- 103.
- Древне-монгольская религия //Доклады отделений и комиссий /Геогр. о-во СССР. — Л.. 1968. — Вып. 5: Этнография. — С. 31-38.
- Кочевые погребения в дельте Волги //Доклады по этнографии /Геогр. о-во СССР: Отделение этнографии. — Л., 1968. — Вып. 6.- С. 33-41.
- Создание и распад монгольской империи в XIII в. //История стран Азии и Африки в средние века. — М., 1969. — С. 205—218.
- Троецарствие в Китае // Доклады отделений и комиссий / Геогр. о-во СССР. — Л., 1968. — Вып. 5: Этнография. — С. 108—127.
- Этно-ландшафтные регионы Евразии в исторический период //Чтения памяти Льва Семеновича Берга/: VIII—XIV. 1960—1966. -Л.. 1968. — С. 118—134.
- Этнос и ландшафт: Историческая география как народоведение //Изв. Всесоюз. геогр. о-ва. — 1968. — Т. 100, вып.3. — С. 193—202.
- Кочевой быт от расцвета к исчезновению //Азия и Африка сегодня. — 1968. — N 2. — С. 14- 15.
- Климат и история //Знание — сила. — 1968. — N −4. — С. 28-29.
- Страна Шамбала в легенде и в истории //Азия и Африка сегодня. — 1968. — N 5. — С. 48-50.
- Опыт классификации общественно-политических систем древних кочевников //Studlen zur Geschlchte und Philosophic des Alterums (Budapest). 1962. — S. 262—269.
- To же, на япон. яз // Кокусикан дайгаку дзимбун гаккай кие / Ученые записки гуманитарного научного общества «Кокусикан» (Токио). — 1970. — N 12. — С. 11—19.
- A kasarok utodai // Kulonenyomat a Tortenelml Szemie (Budapest). — 1968. — 1/2 szamabol. — С. 11- 18.
- Величие и падение Древнего Тибета //Страны и народы Востока. — М.. 1969. — Вып. VIII: География, этнография, история. — С. 153—182.
- Две традиции древнетибетской картографии: (Ландшафт и этнос): VIII //Вестник Ленинградского ун-та. — 1969. — N 24 (Вып. 4). — С. 88- 101. — Соавтор: Б. И. Кузнецов.
- Ирано-эфталитская война в V веке //Althelm F. und Stiehl H. Die Araler in der Alter Welt (Berlin). 1969. — Bd. 5. Tell 2. — S. 507—525.
- Поиски вымышленного царства: (Легенда о «Государстве 'пресвитера Иоанна'»). — М.: Наука. 1970. — 431 с. — 9500.
Peц.: Соковкин В. Слово о Великой степи //Сов. Киргизия.- 1971. — 9 янв.
Рец.: //Вопросы философии. — 1971. — N 1. — С. 153.
Рец.: Куркчи А. // Декоративное искусство. — 1971. — N 12. — С.55.
Рец.: Рыбаков Б. О преодолении самообмана // Вопросы истории. — 1971.- N 3. — С. 152—159.
Рец.: Мункуев H. Ц. // Народы Азии и Африки. — 1972. — N 1. — С. 1-85- 189.
Рец.: Godzlnski, Stanislaw. Gywilizocjy wielklego Stepu //Niwe ksignzkl (Warzhawa). — 1974. — 15 mal. — S. 46-47.
- Бон: (Древняя тибетская религия) // Доклады отделений и комиссий /Геогр. о-ва СССР. — Л.. 1970. — Вып. 15: Этнография. — С. 72-90. — Соавтор: Кузнецов Б. И.
- К проблеме событий, предшествовавших восшествию Чингизхана на престол //Beitrage zur Alten Geschlchte und deren Nachleben Festschrift fur Franz Altheim zum 6.10.1968 (Berlin), 1970. — Bd.11. — S.238-247.
- О соотношении природы и общества согласно данным исторической географии и этнографии: (Ландшафт и этнос: X) // Вестник Ленинградского ун-та. — 1970. — N 24. вып. 4. — С. 39-49.
- Сергей Иванович Руденко: Некролог // Изв. Всесоюз. геогр. о-ва. — 1970.- Т. 102.вып. 1. — С. 91-93.
- «Тайная» и «явная» история монголов XII—XIII вв. // Татаро-монголы в Азии и Европе: Сборник статей. — М., 1970, — С. 455—474.
- Этногенез в аспекте географии: (Ландшафт и этнос: IX) // Вестник Ленинградского ун-та. — 1970. — N 12, вып. 2.: Геология, География. — С. 88-93.
- Этнос и категория времени // Доклады отделений и комиссий / Геогр. о-во СССР. — Л., 1970. — Вып. 15: Этнография. — С. 143—157.
- Место исторической географии в востоковедческих исследованиях // Народы Азии и Африки. — 1970. — N 1. — С. 85-94.
- Этногенез и этносфера // Природа. — 1970. — N 1. — С. 46-55 — N 2. — С. — 13-50.
Дискуссия: 1) Бромлей Ю. К. К вопросу о сущности этноса //Природа. — 1970. — N 2. — С. 51-55.
2) Семевский Б. Н. Взаимодействие системы «Человек и природа» //Там же. — N 8. — С. 74-75.
3) Дроздов О. А. Этнос и природная среда // Там же. — С. 75-76.
4) Куренной В. Н. Пассионарность и ландшафт // Там же. — С. 76-77.
5) Козлов В. И. Что же такое этнос // Там же. — 1971. — N 2.- С. 71-74.
6) Кузнецов Б. И. Проверка гипотезы Гумилева // Там же. — С. 74-75.
7) Артамонов М. И. Снова «герои» и «толпа»? // Там же. — С. 75-77.
8) Ефремов Ю. К. Важное звено в цепи связей человека и природы // Там же. — С. 77-80.
9) Гумилев Л. Н. Этногенез — природный процесс // Там же. — С. 80-82.
10) Бромлей Ю. В. Несколько замечаний о социальных и природных факторах этногенеза // Там же. — С. 83-84.
- Khazaria and Caspion //The Geographical Review (New York). — 1970. — Vol. 60. N 3. — P. 367—377.
- Колебания степени влажности и миграции народов в Юго-Восточной Европе с II по IV век //Actes du VII Congrès International des Sciences Préhistoriques et Protohistoriques (Prague. UNESCO). 1971. — Vol. 2. — P. 951—955.
- Коллекции С. И. Руденко в Государственном музее народов СССР //Этнография народов СССР: (Сборник статей). -Л., 1971. — С. 6- 15.
- О странном неприятии географии //Изв. Всесоюз. геогр. о-ва. — 1971. — Т. 103., вып.3. — С. 263—267.
- Этнос — состояние и процесс: (Ландшафт и этнос: XI)// Вестник Ленинградского ун-та. — 1971. -Т. 12, вып. 2. — С. 86-95.
- Сущность этнической целостности: (Ландшафт и этнос: XII): //Вестник Ленинградского ун-та. — 1971. -Т. 12, вып. 4: Геология, география. — С. 97- 106.
- От истории людей к истории природы: Рец. на книгу Э. Ле Руа Ладюри. История климата с 1000 года / Пер. с франц. — Л., 1971 // Природа. — 1971. — N 11. — С. 116—117.
- Obieveni zeme Chazaru / Trans. Ivan Savicky. — Praha: Miada Fronta, 1971. — 180 s.
- Этническая история Тибета в I тыс. н. э. в связи с историей сопредельных стран // Центральная Азия и Тибет: История и культура Востока Азии. — Новосибирск, 1972. — Т. 1. — С. 73-77.
- Этнология и историческая география: (Ландшафт и этнос: XIII) //Вестник Ленинградского ун-та. — 1972. — Т. 18, вып. 3. Геология. География. — С. 70-80.
- Искусство и этнос: Постановка проблемы // Декоративное искусство СССР. — 1972. — N 1/170. — С. 36-41.
- Может ли произведение изящной словесности быть историческим источником? // Рус. литература. — 1972. — N 1. — С. 73-82.
Отклик: Дмитриев Л. А. К спорам о датировке «Слова о полку Игореве» // Рус. литература. — 1972. — N 1. — С. 83-86.
- Трагедия «Прикаспийских» Нидерландов // Техника — молодежи. — 1972. — N3. — С. 21.
- Изменение климата и миграции кочевников // Природа. — 1972. N4. — С. 44-52.
- Опыт разбора тибетской пиктографии //Декоративное искусство. — 1972.- N 5. — С. 26-31.
- Этногенез и биосфера Земли: Автореф. дисс. на соиск. уч. степени доктора геогр. наук. — Л., 1973 — 33 с. — ЛГУ.
- Этногенез и биосфера Земли: Дисс. на соиск. уч. степени доктора геогр. наук. — Л., 1965—1973. — 288 л. — Рукопись.
- Внутренняя закономерность этногенеза (Ландшафт и этнос: XIV) //Вестник Ленинградского ун-та. — 1973. — Т. 16. вып. 1: Геология. География. — С. 94—103.
- Нужна ли география гуманитариям // Славяно-русская этнография: Сборник статей. — Л., 1973. — С. 92—100.
- Об антропологии для неантропологов: Рец. на книгу: В. П. Алексеев. В поисках предков: Антропология и история. — М., 1972. // Природа. — 1973. N 1. — С. 111—112.
- Или гибель Атлантиды, или ритмы в природе: Рец. на книгу: Е. В. Максимов. Проблема обледенения Земли и ритмы в природе. Л.. 1972 // Природа. 1973. N 11. — С. 116—118.
- Хунны в Китае: Три века войны Китая со степными народами. — М.: Наука. 1974. — 236 с. 24 с. с граф. и карт. — 5300.
Рец.: Петров М. П. Природа и история в книге Л. Н. Гумилева… С точки зрения географа // Природа. — 1976. — N 4. — С. 152—154.
- Васильев Л. С. Природа и история в книге Л. Н. Гумилева с точки зрения синолога // Там же. — С. 154—156.
- Хунну // Сов. историч. энциклопедия. — Т. 15. — М., 1976. — Стлб. 687.
- Сказание о хазарской дани: (опыт критического комментария летописного сюжета) // Рус. литература. — 1974. — N 3. — С. 160—174.
- The secret and the official history of the Mongols In the twelfth and thirteenth centuries: (As they themselves wrote It) // The Countries and peoples of the East: Selected articles. — Moskow: Nauka. 1974. — P. 193—208.
- Старобурятская живопись: Исторические сюжеты: в иконографии Агинского дацана. — М.: Искусство. 1975. — 57 с., 55 л. ил. — 10000.
Рец.: Ефремов Ю. К. История, открытая искусством //Природа. — 1976. — N 12. — С. 133—136.
- Etnieenese et Biosphere de la Terre //Acta Ethnographica Academiae Sclentiarum Hungarlcal (Budapest). — 1975. — Т. 24. Fasc. 1/2. — Р. 27—46.
- Дакота и Хунны: (К статье А. Г. Каримуллина "К вопросу о генетическом родстве отдельных языков индейцев Америки с тюркскими)// Вопросы географии США: (Сборники статей). — Л., 1976. — С. 123—125.
- Шато // Сов. историч. энциклопедия. — Т. 16. — М., 1976. — Стлб. 134.
- Монголы и меркиты в XII веке //Ученые записки Тартуского гос. ун-та, 1977. — N 416: Studia orlentalla et Antiqua: П. — C. 74—116.
- «Тайная» и «явная» история монголов XII—XIII вв. // Татаро-монголы в Азии и Европе: Сборник статей. — Изд. 2-е, перераб., доп. — М., 1977. — С. 484—502.
- Этносфера как одна из оболочек Земли // Ученые записки Ленинградского ун-та. — Л.. 1977. — Вып. 25: Вопросы физической географии и палеографии. — С. 24—32.
- Содержание и значение категории «этноса» // Всесоюзная конференция «Методологические аспекты взаимодействия общественных, естественных и технических наук в свете решений XXV съезда КПСС: (Тезисы докладов и выступлений)»: I—II. — М., Обнинск. — С. 64—68.
- Биосфера и импульсы сознания //Природа. — 1978. — N 12. — С.97.
Отклики: Першиц А. И., Покшишевский В. В. Ипостаси этноса. — Там же. — С. 106—113.
- Этногенез и биосфера Земли. — М.-Л., 1979. — Депонировано ВИНИТИ. — N 1001—79. — Вып. 1. Звено между природой и обществом. — 10 авт. л.
- Этногенез и биосфера Земли. — М.-Л., 1980. — Депонировано ВИНИТИ. — N 3734—79. — Вып. 2. Пассионарность. — 10 авт. л.
- Этногенез и биосфера Земли. — М.-Л., 1980. — Депонировано ВИНИТИ. — N 3735—79. — Вып. 3: Возрасты этноса. — 10 авт. л.
Отклики: 1) Бородай Ю. М. Этнические контакты и окружающая среда // Природа. — 1981. — N 9. — С. 82 — 85.
2) Кедров Б. М., Григулевич И. Р.. Крывелев И. А. По поводу статьи Ю. М. Бородая «Этнические контакты и окружающая среда» // Природа. — 1982. — N 3. — С. 88—91.
- Древняя Русь и Кипчакская Степь в 945—1225 гг. // Проблемы изучения и охраны памятников культуры Казахстана: Тезисы докладов и сообщений географической конференции. — Алма-Ата. 1980.
- История колебания уровня Каспия за 2000 лет: (с IV в. до н. э. по XVI в.н. э.) // Колебания увлажненности Арало-Каспийского региона в голоцене. — М.. 1980. — С. 32—48.
- Эхо Куликовской битвы // Огонёк. — 1980. — N 35. — С. 16—17.
- Диалог ученых: Каков феномен культуры малых народов: Л. Н. Гумилев и А. Окладников / Публикацию подготовил: А. Куркчи // Декоративное искусство. — 1982. — N 8. — С. 23—28.
- Гуманитарные и естественнонаучные аспекты исторической географии //Экономическая и социальная география: Проблемы и аспекты: (Сборник научных статей). — Новосибирск, 1984. — С. 5−24.
- Эколого-географические исследования системы этноландшафта: Прикладной аспект //Географические исследования для целей планирования, проектирования, разработки и реализации комплексных программ: Тезисы докладов секции I VIII съезда Геогр. о-ва СССР: (Киев, октябрь, 1983). — Ленинград, 1985. — С. 147—149. — Соавторы: В. Ю. Ермолаев, В. А. Маслов.
- Художественное наследие народов древнего Востока //Искусство стран Востока: Книга для учащихся старших классов. — М.. 1986. — С. 5—19.
- Древняя Русь и её соседи в системе международной торговли и натурального обмена //Изв. Всесоюз. геогр. о-ва. — 1987. -Т. 119. вып. 3. — С. 227—234.
- Культурогенез и этногенез кочевых и оседлых цивилизаций в средние века //Взаимодействие кочевых культур и древних цивилизаций: Тезисы докладов советско-французского симпозиума по археологии Центральной Азии и соседних регионов: Алма-Ата. 19-24 октября 1987 г. — Алма-Ата. 1987. — С. 18.
- Этнос как звено между природной средой и обществом //Тезисы докладов и сообщений научной конференции: XXVII съезд КПСС и проблемы взаимодействия обществ на различных исторических этапах: Нальчик. 15- 17 апреля 1987. — М . 1987 — С 31—32.
- Почему у нас мало по-настоящему образованных людей: Научные среды. — Круглый стол ЛГ. участвовал и Л. Н. Гумилев// Лит. газета. — 1987. — 13 мая. — С. 12.
- Люди и природа Великой Степи: (Опыт объяснения некоторых деталей истории кочевников) //Вопросы истории. — 1987. — N 11. — С. 64—67.
- Чего стоит мудрость: На вопросы корреспондента ЛУ отвечает доктор ист. наук Л. Н. Гумилев //Ленинградский ун-т. — 1987. — 20 ноября. — С. 10.
- Landscape and Ethnos: An assessment of L. N. Gumilev’s Theory of Historical Geography by John Austin (Muhammed Jamil) Browson // Thesis submitted in portial filflement of the requirements for the degree of doctor of philosophy in the Department of Geography. — New York: Simon Fraser University. 1987. — October. — P. 1 — 31. 541—587.
- Этногенез и биосфера Земли. /Под ред. канд. геогр. наук К. П. Иванова. — М.-Л., 1987 — Депонировано ВИНИТИ. N 7904 — В87. — Вып. 4. Тысячелетие вокруг Каспия. — Ч. 1. — 219. с.м.п.
- Этногенез и биосфера Земли /П од ред. канд. геогр. наук К. П. Иванова. — М.-Л., 1987. — Депонировано ВИНИТИ — N 7905 — В87. — Вып. 4. Тысячелетие вокруг Каспия. — Ч. 2. — 189. с.м.п.
- «История требует справедливости…» /Беседу вела Л. Букина //Альманах библиофила: Книга Монголии. — М., 1988. — С. 343—351.
- Этносфера и космос //Космическая антропоэкология: Техника и методы исследования: Материалы второго Всесоюзного Совещания по космической антропоэкологии. — М., 1988. — С. 211 −220. — Соавтор: К. П. Иванов.
- Слависты и номандисты: Рец. на книгу: А. А. Шенников. Червленый Яр: Исследование по истории и географии Среднего Подонья в XIV—XVI вв. -Л., 1987 //Рус. литература. — 1988. — N 2. — С. 228—235.
- [Журнал «Человек и природа» состоит в основном из трудов Л. Н. Гумилева — как авторский номер]. — 1988. — N 10. Содержание: Социально-этнические проблемы и природа: Судьба теории и зигзаги истории / Беседу с доктором ист. наук Л. Н. Гумилевым ведет публицист И. Шевелев. — С. 3—14: Этносы в биоценозе / В оглавлении: «Этносы в ландшафтах». — С. 15—62: — Судьбы теории и зигзаги истории. — С. 63—71.
- Этнос: мифы и реальность // Дружба народов. — 1988. — N 10. — С. 218—231.
- Национальное и националистическое — различие и рознь /Круглый стол в ред. газ. «ЛУ»: Л. Н. Гумилев, Р. Ф. Итс. А. М. Панченко. А. С. Герд // Ленинградский ун-т. — 1988. — 4, 18 ноября. 2 декабря.
- Этногенез и биосфера Земли // Природа и человек. — 1988. — N 12. — С. 56—80; — 1989. — N 1. — С. 59—62; — N 2. — С. 56—61; — N 3. — С. 58—62; — N 4. — С. 54—69.
- Searches for an Imaginary Kingdom of Presfer John. Transl. ,by R. Е. Smith. — Cambridge University Press. 1988. — 416 p. 4 maps, 4 halftones, 5 line drawings. ISBN 0-5213-2214-6. https://web.archive.org/web/20000324233202/http://aaup.princeton.edu/cgi-bin/hfs.cgi/99/cambridge/87015834.ctl
- La théorie de l’Ethnogenèse de Lew Goumiliov // Études Soviétiques (Paris). — 1988. — Oktober. -P. 28-32.
- Трагедия на Каспии в X в. и ПВЛ // Литература и искусство в системе культуры. — М.: Наука, 1988. — С. 116—122.
- Этногенез и биосфера Земли /Под ред. доктора геогр. наук. профессора В. С. Жекулина. — 2 изд. испр. и доп. — Л.: Изд-во ЛГУ, 1989. — 496 с.
Рец.: Чемерисская М. И. //Народы Азии и Африки. — 1990.- N 4. — С. 184—191.
- Чёрная легенда: историко-психологический этюд / Подг. текста и вступ. статья А. Фарзалиева // Хазар (Баку). — 1989. — N 1. — С. 5—43. — Соавтор А. И. Куркчи
- Хунны в Азии и Европе // Вопросы истории. — 1989. — N 6. — С. 64-78:- С. 21-38,
- Отрицательные значения в этногенезе: Почему необходима новая наука — этнология //Наука и техника (Рига). — 1989 — N 8 — С 16- 19: — С. 24-26.
- Мифы и реальность этносферы // Дружба народов. — 1989. — N 11. — С. 195—199.
- Древняя Русь и Великая степь. — М.: Мысль. 1989. — 766 с.
Рец.: Михаил Трипольский. Об извращении истории // Новое Русское Слово, 1994, 9 декабря.
- География этноса в исторический период. — Л.: Наука, 1990. − 253 с.
- Этносы и антиэтносы: Главы из книги // Звезда. — 1990. — N 1. — С. 134—149: — N2. — С. 119—128: — N 3. — С. 154—169.

### Посмертные издания
- От Руси к России: очерки этнической истории. — М.: Экопрос, 1992. — 336 с.
- Конец и вновь начало. М.: 1992
- Чингис-хан — неожиданный ракурс // предисловие к книге Э. Хара-Давана «Чингис-хан, как полководец и его наследие», издательства «КРАМДС-Ахмед Ясави», Алма-Ата, 1992. — Соавтор: В. Ю. Ермолаев.
- Этнические процессы: два подхода к изучению // Социологические исследования, 1992, № 1, С. 50-57. — Соавтор: К. П. Иванов.
- Из истории Евразии. М.: Изд-во Искусство, 1993.
- Зигзаг истории / Этносфера: История людей и история природы. — М.: Экопрос, 1993. — 544 с.
- Гумилев Л. Н. Сочинения. Открытие Хазарии / сост. А. И. Куркчи. — М. : Ди Дик, 1996. — 640с. : ил. — (Альм."Мир Гумилева". Сер.1 ; Вып.6).
- Гумилев Л. Н. Древний Тибет. — М. : ДИ-ДИК, 1996. — 557с. : ил. — (Сер.1.Соч. Л. Н. Гумилева в 15 т./А. И. Куркчи ; Вып.5).
- Гумилев Л. Н. От Руси до России : очерки по русской истории 8-11 кл.: пособие для учащихся общеобразоват. учеб. заведений / под ред. А. М. Панченко. — М. : Дрофа: Наталис, 1996. — 352с. — (Для школьников старших классов).
- Гумилев Л. Н.. Этносфера: история людей и история природы — М. : Прогресс: Изд. фирма «Пангея»: Центр экол. просвещения и развития «Экопрос», 1993. — 544 с.
- Гумилев Л. Н. Древние тюрки — М. : Товарищество «Клышников-Комаров и К», 1993. — 526 с.
- Гумилев Л. Н. Ритмы Евразии: эпохи и цивилизации /предисл. С. Б. Лаврова. — М. : Прогресс: Фирма «Пангея»: Центр экол. просвещения и развития «Экопрос», 1993. — 576 с.
- Гумилев Л. Н. Древняя Русь и Великая Степь : В 2 кн. Кн.1. — М. : ДИ-ДИК, 1997. — 509с. : портр. — (Сер.1.Соч. Л. Н. Гумилева 15 т./Сост. А. И. Куркчи ; Вып.7).
- Гумилев Л. Н. Древняя Русь и Великая Степь : В 2 кн. Кн.2. — М. : ДИ-ДИК, 1997. — 542с. — (Сер.1.Соч. Л. Н. Гумилева в 15 т./Сост. А. И. Куркчи ; Вып. 8).
- Гумилев Л. Н. Поиски вымышленного царства .Легенда о"государстве пресвитера Иоанна". — М. : ДИ-ДИК, 1997. — 480с. — (Сер.альм."Сочинения Л. Н. Гумилева"/Сост. А. И. Куркчи ; Вып.1).
- Гумилев Л. Н. Этногенез и биосфера Земли / Гумилев Лев Николаевич. — М. : ДИ-ДИК, 1997. — 640с. — (Сер.альм."Сочинения Л. Н. Гумилева"/Сост. А. И. Куркчи ; Вып.3).
- Гумилев Л. Н. От Руси до России / Гумилев Лев Николаевич. — М. : ДИ-ДИК, 1997. — 560с. — (Сер.альм."Сочинения Л. Н. Гумилева"/Сост. А. И. Куркчи ; Вып.4).
- Гумилев Л. Н. Конец и вновь начало / Гумилев Лев Николаевич. — М. : ДИ-ДИК, 1997. — 544с. — (Сер.альм."Сочинения Л. Н. Гумилева"/Сост. А. И. Куркчи ; Вып.2).
- Гумилев Л. Н.История народа хунну / Сост. и общ. ред. А. И. Куркчи: в 2-х книгах. Кн. 1. — М. : ДИ-ДИК, 1998. — 448 с.: ил.; Кн. 2. — М. : ДИ-ДИК, 1998. — 456 с.: ил. — (Серия «Сочинения Л. Н. Гумилева»; Вып. 9).
- Гумилев Л. Н. Сочинения. Т.11 : Тысячелетие вокруг Каспия / Л. Н. Гумилев ; Сост. А. И. Куркчи. — М. : ДИ-ДИК, 1998. — 592 с.
- Гумилев Л. Н. Древняя Русь и Великая степь. — М. : АСТ, 2002. — 839 с. — (Историческая библиотека).
- Гумилев, Л. Н. История народа хунну. Кн. 1. — М. : АСТ, 2002. — 412 с. — (Классическая мысль).
- Гумилев, Л. Н. История народа хунну. Кн.2. — М. : АСТ, 2002. — 443 с. — (Классическая мысль).
- Гумилев Л. Н. От Руси к России. — М. : АСТ, 2003. — 397 с. — (Историческая библиотека).
- Гумилев Л. Н. Чтобы свеча не погасла : сб.эссе, интервью, стихотворений, переводов . — М. : Айрис-пресс, 2003. — 557 с. — (Библиотека истории и культуры).
- Гумилев Л. Н. Чёрная легенда : друзья и недруги Великой степи. — М. : Айрис-пресс, 2004. — 564 с. : ил. — (Библиотека истории и культуры).
- Гумилев Л. Н. Древняя Русь и Великая степь. — М. : Айрис-пресс, 2007. — 764 с. — (Библиотека истории и культуры).
- Гумилев Л. Н. От Руси до России. Поиски вымышленного царства . — М. : Вече, 2009. — 382 с. — (Классика исторической мысли). — Библиогр.:с.370-376. Ф1667437-кх

## Поэзия. Поэтические переводы
- Волшебные папиросы: (Зимняя сказка): Пьеса в стихах //Сов. литература. — 1990. — N 1. — С. 61—72.
- Бенава. Абдуррауф. Разве это жизнь?- Обращение матери. — Плач сироты зимой. — Для покинутой девушки нет праздника. — Рубай // Стихи поэтов Афганистана. Пер. с пушту и фарси-кабули. — М., 1962. — С. 49—60.
- Варзи. Абульхасан. В мечтах о тебе //Современная персидская поэзия /Пер. с персид. — М., 1959. — С. 325.
- Бехар. Жалоба. -Адская касыда. — Хорошая поэзия. — Газель: (Мы — свечи…). — Неизвестность. — Смятенные мысли. -Жена и муж. — Благожелательность. -Без адреса. -Дары поэзии. — Нефть. Воспитание. — Нежной. — Газель: (Если это грех…). — Что такое поэзия? — Выборы. — Воспоминания о родине // Бехар. Стихотворения / Пер. с персид. — М., 1959. — С. 17—20, 28—36, 41—60, 65—66, 70, 83—86, 89, 145—146, 154, 163, 173, 179—182, 185—190.
- Дехкода. Али Акбар. Лучшее деяние скряги /Современная персидская поэзия, /пер. с персид. — М., 1959. — С. 29.
- Джавид. Гуссейн. На закате. — Женщина. — Улыбнись. — Уходи. — Из драмы «Иблис». — Наслаждение черепахи // Поэты Азербайджана. — М.-Л., 1962, с. 355—356, 357, 360, 365, 366, 379.
- Йезди. Фаррохи. «Мы нищие толпы…». «В сердцах разбитых…». — «У обреченных тоске…». — «В ладонях мужества меч…», «Посреди весенних цветов…» // Современная персидская поэзия / Пер. с персид. — М., 1959. — С. 79, 81—85.
- Лутфи. «Если б свет лица её погас…». — «Доколь я лунноликой буду мучим…». — «Сердце кровью, а душа золой…». — «Кравчий, поднеси мне…». — «Птица души устремилась туда…». — «Ты кипарисом жасминогрудым возросши стала…». — «В глазах, твоих…» // Лутфи. Лирика / Пер. с узб. — М., 1961. — С. 18, 31, 44, 48, 58, 60, 63.
- Магрупп. Возвращайся. — Родина покинута. — Сей мир // Поэты Туркмении / Пер. с туркм. -Л., 1971. — С. 154, 156, 158.
- Маджрух. Сайд Шамсутдин. Памяти Хушхаль-хана. — О, судьба. — Для чего? — Давно. — Когда // Стихи поэтов Афганистана / Пер. с пушту и фарси-кабули. — М., 1962. — С. 61—69.
- Мирзаде, Эшки, Альваид и Хамадин. — Слово великих. — В честь Фирдоуси. — Арефу. — Светлый лик. — Праздник Курбан. — Чиновники-воры. — Равнодушие к небесам. — Бедствия Ирана. — Известный лорд. — Мастер чувств. — Гордость поэта. -Печаль о Родине / Пер. с персид // Эшки (Мирзаде). Печаль о родине. — М.-Л., 1965. — С. 17—21, 38—41, 65, 69, 71—73, 78—80, 87, 101—106.
- Сае. Луна и Мариам. — Чувство. — Может быть. — Стена. — Обида. — Язык взглядов. — Надежда. — Утро желаний. — Пери. — Камень. — Одиночество. — На чужбине. — Сломанный / Пер. с персид. //Современная персидская лирика. — М., 1961. — С. 203—209, 215, 220—221.
- Синг, Мохан. Из книги «Зеленые листья». — Из книги «На рассвете» // Мохан Синг. Избранные стихи. — М., 1960. — С. 11—34, 93—98.
- Тагор Р. Тяжелое время. — Дождливый день. — Кисть винограда // Тагор Р. Лирика. / Пер. с бенгальск. — М., 1961. — С. 43—48, 63.
- Халят, Абулькасем. «Раз женщина с новым знакомым вдвоем…» // Современная персидская поэзия / Пер. с персид. — М., 1959. — С. 270.
- Шахрияр. Сцена ночи. — Буря в лесу // Современная персидская лирика / Пер. с персид. — М., 1961. — С. 107—108, 109—112.
- Народные четверостишия: «Я дома любимой под вечер достиг…». — «Вдова, если даже из близких она…». — «Трех любимых имею. друг друга пестрей…». — «Как печально, что наши сердца не в ладу…». — «Темноликая мне померанец дала…». — «Переулком моя дорогая идет…». — «Лежит зной изнуряющий.»..- «Дорогая, расстаться с душой не беда…». — «Можно сердце красоткам небрежно отдать…». — «Увяли вьюки и ушла поскорей…». — «Чем я был? Был в ладони любимой иглой…». //Современная персидская поэзия / Пер. с персид. -М., 1961. — С. 311—313.

## Редактирование, составление, комментарий
- Тибетские народные песни / Пер. с китайского А. Клещенко. Предисловие: редакция переводов и примечания Л. Н. Гумилева. — М.: Гослитиздат, 1958. — 126 с.
- Бичурин Н. Я. (Иакинф). Собрание сведений по исторической географии Восточной и Срединной Азии / Сост.: Л. Н. Гумилев, М. Ф. Хван.; ред. Л. Н. Гумилева. — Чебоксары: Чуваш, гос изд-во, 1960. — 758 с.
- М. И. Артамонов. История хазар. — Л.: Изд.-во гос. Эрмитажа, 1962. — 553 с. — Примечания, редактирование Л. Н. Гумилева.
- Майдар Д., Пюрвеев Д. От кочевой до мобильной архитектуры. — М.: Стройиздат, 1980. − 215 с. — Соредактор.